# Syhłos
Syhłos (albo Syhlis) – grzbiet górski i szczyt w północnej części Gorganów, które są częścią Beskidów Wschodnich, jeden z najwyższych znajdujących się na północ od pasma Arszycy.
Grzbiet ciągnie się na osi północny zachód – południowy wschód na odcinku ok. 8,5 km pomiędzy wsiami Lipowica w dolinie rzeki Czeczwy oraz Hryńków nad Łomnicą. Jego kulminacją jest szczyt o wysokości 1358 m n.p.m. i wybitności i 440 m. W dawnej polskiej nomenklaturze nazywany był Syhłosem Lipowickim. Niekiedy nazwa ta stosowana jest także współcześnie.